# Aborygeni tasmańscy

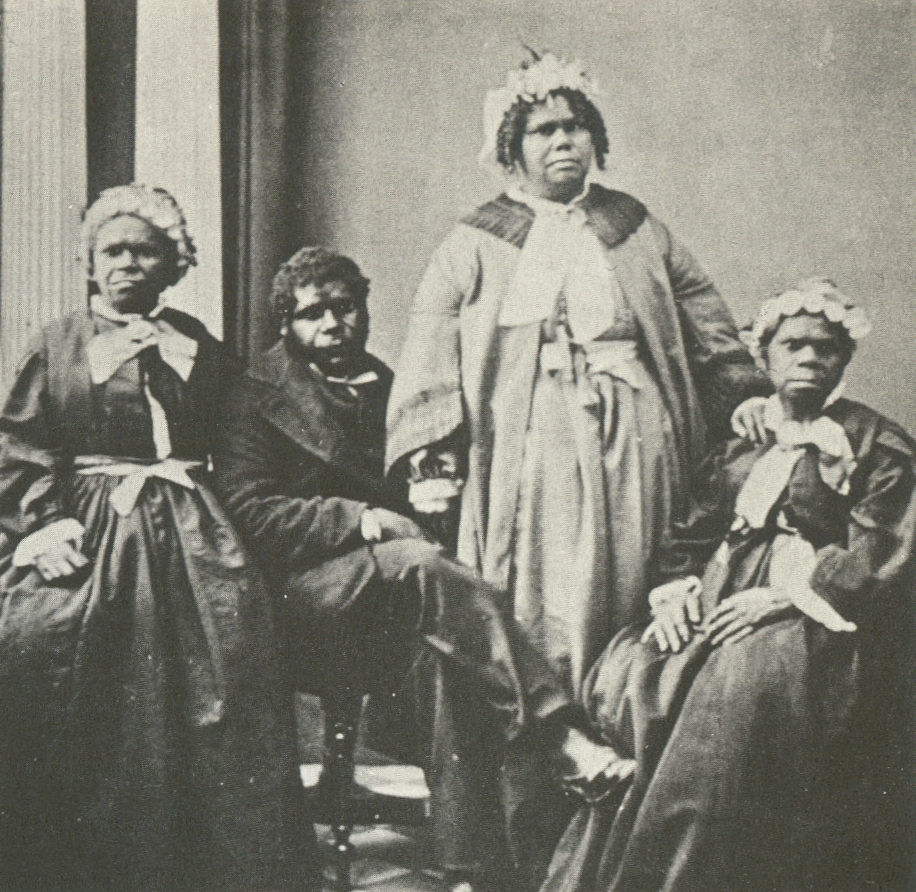
Ostatnia czwórka Aborygenów tasmańskich. Truganini siedzi po prawej.

Aborygeni tasmańscy – rdzenna ludność Tasmanii.
Tasmańczycy dotarli na połączoną wtedy z kontynentem Tasmanię 10 tysięcy lat temu. W chwili przybycia Europejczyków ich liczba wynosiła około 5–10 tysięcy. 
W wyniku zajęcia przez angielskich osadników pól uprawnych oraz przywiezieniu przez nich chorób i celowej eksterminacji tubylców (Czarna wojna) ich populacja drastycznie się zmniejszała. Część Aborygenów wyginęła, a część zmieszała się z populacją osadników. Ostatnią Aborygenką tasmańską czystej krwi była Truganini, która zmarła w Hobart w 1876. Jednak szacuje się, że obecnie żyje około 10 tysięcy osób, które w mniejszym lub większym stopniu są potomkami Tasmańczyków.